# NN-312
La carretera NN‑312 es una vía departamental secundaria ubicada en el departamento de Carazo. Tiene una longitud de 6.28 kilómetros y conecta la NIC-18A con las comunidades costeras de Casares y Huehuete. Esta vía fue reconstruida en 2024 como parte de un proyecto de mejoramiento de la red vial costera del Pacífico sur nicaragüense, facilitando el acceso a zonas turísticas y pesqueras.

## Trazado y cruces
La siguiente tabla muestra su recorrido, localidades y principales conexiones:
| km   | Localidad                  | Departamento | Conexión / Ruta |
| ---- | -------------------------- | ------------ | --------------- |
| 0.0  | Empalme con NIC 18A        | Carazo       | NIC 18A         |
| 3.1  | Comunidad rural intermedia | Carazo       |                 |
| 6.28 | Casares - Huehuete         | Carazo       |                 |

## Coordenadas
Un tramo de esta carretera puede ubicarse en las coordenadas: 11°39′51″N 86°24′49″O / 11.6642, -86.4135